# Walter Scheiwe
Walter Scheiwe (* 7. Juni 1892 in Posen, Provinz Posen; † 8. Dezember 1971 in Düsseldorf) war ein deutscher Blumen- und Landschaftsmaler der Düsseldorfer Schule, Kammermusiker und Musiklehrer.

## Leben
Scheiwe besuchte in Düsseldorf 1901 die Vorschule, von 1902 bis 1909 das Realgymnasium an der Klosterstraße, das er mit dem Einjährigen verließ. Im Ersten Weltkrieg war er als Soldat in Frankreich stationiert. 1915 wurde er mit der Eisernen Kreuz 2. Klasse ausgezeichnet. Von 1920 bis 1939 unternahm Scheiwe mitunter mehrere Monate dauernde Studien- und Konzertreisen in die Schweiz, nach Holland, Belgien, Frankreich und Italien. Er gehörte von 1934 der Reichskammer der bildenden Künste, von Oktober 1936 auch der Reichsmusikkammer an. 1935 erhielt er das Ehrenkreuz für Frontkämpfer. Im Zweiten Weltkrieg war Scheiwe wieder als Soldat in Frankreich stationiert (1940–1944). 1943 erhielt er das Kriegsverdienstkreuz 2. Klasse. Im Entnazifizierungsverfahren erklärte er, dass er diese Auszeichnung ohne Anlass erhielt: „Ich war an der Reihe.“ 1946 wohnte Scheiwe in Düsseldorf-Lohausen, Am Heidquell 5. Sein Entnazifizierungsverfahren fand vor dem Stadtausschuss Düsseldorf statt. Am 9. Dezember 1946 wurde er in die Personengruppe „5. Entlastete“ eingestuft. 1914 gehörte Scheiwe der Akademischen Künstlervereinigung Laetitia in Düsseldorf an. Nach den Mitgliederverzeichnissen war Scheiwe von 1920 bis 1955 Mitglied des Künstlervereins Malkasten. 1968 wohnte er auf der Achenbachstraße 132. Scheiwe starb am 8. Dezember 1971 in Düsseldorf.

## Tätigkeit als Maler
Seine künstlerische Ausbildung erhielt Scheiwe an der Kunstakademie Düsseldorf. Nach Abschluss seines Studiums war er als freischaffender Maler und Grafiker tätig. Sein Œuvre umfasst vor allem Landschaften, die oft Einflüsse des Japonismus zeigen.
Als Mitglied des Akademischen Verein "Laetitia" nahm Scheiwe 1914 an der Ausstellung des Vereins anlässlich dessen 55-jährigen Stiftungsfestes in den unteren Räumen der städtischen Kunsthalle Düsseldorf mit drei Ölgemälden teil. Deren Titel lauteten Waldlandschaft,  Dämmerung und Ponte.
1919 schloss Scheiwe sich der Künstlervereinigung Das Junge Rheinland an. Im Juni und Juli 1919 beteiligte er sich an der ersten Ausstellung der Künstlervereinigung in der Düsseldorfer Kunsthalle und war auch auf der ersten Wanderausstellung des Jungen Rheinland in Barmen und Essen vertreten.
In den 1920er Jahren nahm Scheiwe regelmäßig an Ausstellungen in der Düsseldorfer Kunsthalle teil. In einem Ausstellungsbericht schrieb die Düsseldorfer Zeitung: „W. Scheiwe hat es am glücklichsten in einer Rheinansicht von Zons verstanden, in die Landschaft unserer Umgebung etwas vom ‚inneren Schauen‘ der Moderne hineinzutragen.“ Konkreter wurde der Rezensent der Düsseldorfer Morgenpost: „W. Scheiwes Arbeiten erscheinen mir beachtenswert als Zeugnisse einer typischen Entwicklung. Die Fischerboote und der Abend an der Schelde sind reine Impressionen mit Auflösung aller Umrisse, Darstellung eines atmosphärischen Eindrucks. Die Dämmerung mit leisem Anklang an Landschaften C. D. Friedrichs, wird flächiger, die umreißende Linie beginnt etwas zu bedeuten, der Bauernhäuser Weg ist ein Versuch, dem linearen Erlebnis der Baumstämme Ausdruck zu geben.“
1925 waren in der Ausstellung in der Kunsthalle nach Meinung des Rezensenten „bei all der unter Durchschnitt stehenden Ware“ die Werke von Walter Scheiwe herauszunehmen. „Seine Winternacht im Engadin, die durchdrungen von tiefem Naturgefühl und eigenartigem Stimmungswert, und seine Schwedische Landschaft, in seinem weichen grauen Ton gemalt, sind ausgezeichnete Leistungen einer feinbesaiteten Malart.“
Scheiwe war als freischaffender Maler und Musiker (Cellist) etabliert. 1937 wurden in der Nazi-Aktion „Entartete Kunst“ seine Druckgrafiken Herdter Friedhof (Radierung), Straße in Charleville (Radierung) und Tischrunde (Lithografie, 31,6 × 23,8 cm) aus den Kunstsammlungen der Stadt Düsseldorf entfernt und beschlagnahmt. Die beiden Radierungen gingen 1940 zur „Verwertung“ auf dem Kunstmarkt an den Kunsthändler Bernhard A. Böhmer. Ihr Verbleib ist unbekannt. Die Lithografie wurde nach 1945 sichergestellt und befand sich Stand Dezember 2020 zur Restitution im Kulturhistorischen Museum Rostock. Vermutlich wegen der Probleme, die er wegen seiner als „Entartete Kunst“ beschlagnahmten Arbeiten hatte, malte Scheiwe zwischen 1938 und 1940 mehrere Blumenstillleben, bevor er im Sommer 1940 wieder Soldat wurde.
Nach dem Krieg betätigte sich Scheiwe sich weiterhin als Kunstmaler. Seine Arbeiten tauchen recht selten im Handel auf.

## Werke (unvollständige Übersicht)
Ungefähre Entstehungszeit (basierend auf Datierungen anhand von Zeitungsbesprechungen bzw. Signaturen):
- Waldlandschaft (vor 1914)
- Dämmerung (vor 1914)
- Ponte (vor 1914)
- Bauernhäuser Weg (vor 1925)
- Schwedische Landschaft (vor 1925)
- Winternacht im Engadin (vor 1925)
- Herdter Friedhof (vor 1937)
- Straße in Charleville (vor 1937)
- Tischrunde (vor 1937)
- Blumenstilleben (1939)
- Erinnerungen an eine Stadt (1967)

Undatierte Arbeiten:
- Porträt einer jungen Dame auf einer Uferterrasse
- Die Fischerboote
- Abend an der Schelde
- Herbstlandschaft am Fluss
- Niederrheinische Landschaft
- Rheinlandschaft im dunstigen Licht, im Vordergrund eine Fähre.
- Die Schnellenburg in Düsseldorf am Rhein
- Abend in Vlissingen
- Südliche Landschaft
- Blumenstrauß in Silbervase
- Kirchdorf im Winter

## Tätigkeit als Musiker
Am 7. Februar 1913 trat das Streichquartett der Herren Hendrik Beck, Karl Brieger, Musikdirektor Edgar Scheiwe und Walter Scheiwe beim 88. Volksunterhaltungsabend des Düsseldorfer Bildungsvereins auf. Ob es sich bei den Scheiwes um Vater und Sohn oder Brüder handelt, ist bislang nicht bekannt. Aus den 1920er Jahren sind Auftritte von Walter Scheiwe als Cellist mehrfach belegt. Nach dem Krieg unterrichtete er Privatschüler im Cellospiel und in Kammermusik.

## Trivia
Im Nachlass der Cellistin Nelly Lüling (* 1904), einer Tochter des Komponisten Bruno Lüling (1873–1940), befinden sich die Noten der Komposition ihres Vaters Liebesoffenbarung, Elegie für Violoncello mit Klavierbegleitung oder Salonorchester, die er im Jahr 1921 im Musikverlag seines Nachbarn Franz Suppan, Düsseldorf, veröffentlichte. Die undatierte Widmung auf dem Umschlag der Noten lautet: „Herrn Scheiwe zum frdl. Gedenken zugeeignet v. Ihrer Nelly Lüling.“ Die Noten mit der Widmung befinden sich noch heute im Familienarchiv Lüling; warum sie „Herrn Scheiwe“ nicht übergeben wurden, ist genauso unbekannt wie die Antwort auf die Frage, ob die Widmung Edgar oder Walter Scheiwe gelten sollte. Einer der beiden war vermutlich Nelly Lülings Cello-Lehrer.